# لالا عبدالرشید
لالا عبدالرشید (انگلیسی: Lala Abdul Rashid; ۱ ژوئن ۱۹۲۲ – ۸ مارس ۱۹۸۸) بازیکن هاکی روی چمن اهل پاکستان بود.